# Kosmos Bulkschiffahrt

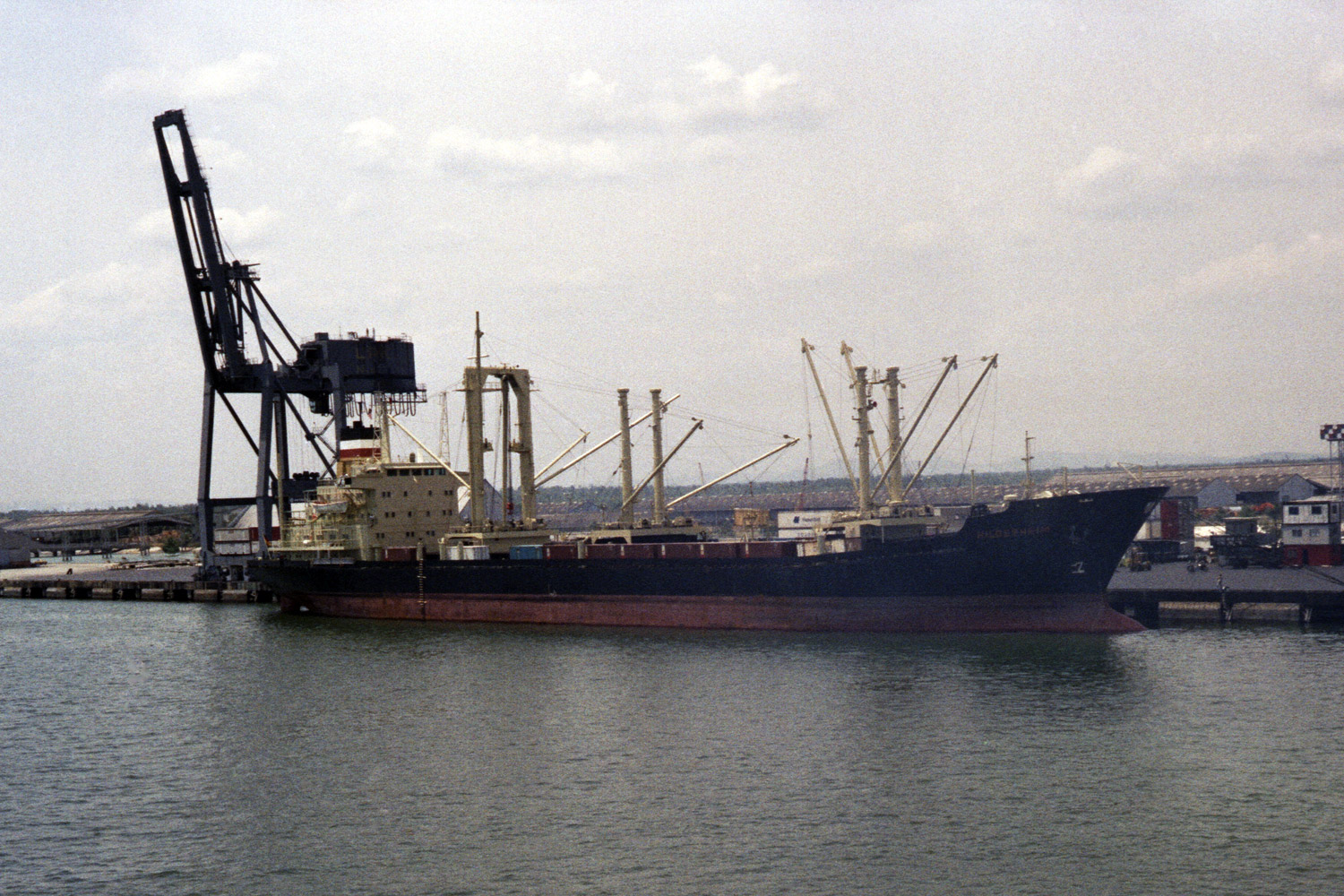
Der „Kosmos“-Frachter Hildesheim

Die „Kosmos“ Bulkschiffahrt GmbH in Bremen zählte Ende der 1970er Jahre kurzfristig zu den größten deutschen Massengut-Reedereien.

## Geschichte
Hervorgegangen ist das Unternehmen aus einer 1970 begonnenen Zusammenarbeit der Unterweser Reederei (URAG) und des Norddeutschen Lloyd (NDL) auf dem Gebiet der Trampschifffahrt. Beide Reedereien gründeten dafür zunächst die Roland-Linie neu und übernahmen von  einer norwegischen Reederei zwei Baukontrakte für Massengutfrachter bei der Kopenhagener Werft Burmeister & Wain. URAG und NDL übernahmen je einen Neubau und ließen beide Schiffe von der neugegründeten Roland-Linie bereedern.
Nachdem der NDL 1970 mit der Hamburg-Amerika Linie zur neuen Reederei Hapag-Lloyd fusioniert hatte, verfolgte diese Anfang der 1970er Jahre eine Strategie der Diversifikation. Unter anderem wurde 1973 mit der URAG ein gemeinsames Tochterunternehmen zum Betrieb der URAG-Massengutschiffe, die Unterweser Frachtschiffahrts-Gesellschaft gegründet. Schon zwei Jahre darauf übernahm Hapag-Lloyd alle Schiffe der Reederei komplett und benannte das Unternehmen 1976 nach der Deutschen Dampfschiffahrtsgesellschaft Kosmos, die 1926 in der HAPAG aufgegangen war, in „Kosmos“ Bulkschiffahrt um. Zu diesem Zeitpunkt betrieb die Reederei sechs Massengutfrachter und fünf Tanker und investierte in kurzer Zeit weitere 400 Millionen D-Mark zum Ausbau. Einer der beiden 1973 erteilten Europatanker-Bauaufträge bei der AG „Weser“ wurde aufgrund der Ölkrise in einen Auftrag zum Bau von sechs Mehrzweckfrachtern des Typs Seebeck 36L umgewandelt. Im September 1976 setzte die „Kosmos“ mit den 393.000-Tonnen-Tanker Bonn in Fahrt, der für kurze Zeit das größte Handelsschiff unter deutscher Flagge war. Zusätzlich übernahm die Hapag-Lloyd 1976 zwei Schwesterschiffe der Bonn vom ins Straucheln geratenen griechischen Reeder Minos Colocotronis und gab sie der „Kosmos“ Bulkschiffahrt als Berlin und Bremen zur Bereederung. 1977 verfügte das Unternehmen über eine Flotte mit rund 1,7 Millionen Tonnen Tragfähigkeit, die bis zum Ende der 1970er Jahre auf rund 20 Frachtschiffe mit über 1,9 Millionen Tonnen Tragfähigkeit gewachsen war. Aufgrund der schwierigen Marktlage in diesen Jahren machte die „Kosmos“ beständig Verluste. Allein für 1982 stellte Hapag-Lloyd rund 96 Millionen D-Mark für das Bilanzminus der Massengutreederei zurück und beschloss die Auflösung der Reederei. Alle Schiffe wurden veräußert, lediglich der Tanker Bonn musste vorübergehend in Brunei aufgelegt werden, weil er nicht gewinnbringend zu verkaufen war (er wurde letztlich erst 1984 für 15 Millionen D-Mark verkauft). Zum 30. September 1983 stellte die „Kosmos“ den Betrieb ein und am 11. September 1992 wurde die Gesellschaft schließlich aus dem Handelsregister gelöscht.
Da die Unterweser Reederei in den 1960er Jahren im Besitz der Frankfurter Metallgesellschaft war, erhielten alle Massengutschiffe der URAG Namen von Vororten von Frankfurt – diese Namensgebung wurde auch später bei den sechs „Kosmos“-Neubauten des 36L-Typs beibehalten. Die Tankschiffe führten Städtenamen, die mit dem Buchstaben "B" begannen.

## Die Schiffe (Auswahl)
| Die Schiffe der „Kosmos“ Bulkschiffahrt | Die Schiffe der „Kosmos“ Bulkschiffahrt | Die Schiffe der „Kosmos“ Bulkschiffahrt | Die Schiffe der „Kosmos“ Bulkschiffahrt            | Die Schiffe der „Kosmos“ Bulkschiffahrt | Die Schiffe der „Kosmos“ Bulkschiffahrt                              | Die Schiffe der „Kosmos“ Bulkschiffahrt |
| Bauname                                 | Bautyp                                  | Ablieferung                             | Bauwerft/ Baunummer                                | IMO- Nummer                             | Auftrag- geber                                                       | Umbenennungen und Verbleib |
| --------------------------------------- | --------------------------------------- | --------------------------------------- | -------------------------------------------------- | --------------------------------------- | -------------------------------------------------------------------- | --- |
| Eschersheim                             | Massengutschiff                         | 30. September 1965                      | Nordseewerke/ 374                                  | 6516972                                 | URAG                                                                 | 1968 bei Wilton-Fijenoord in Schiedam um 21,85 Meter verlängert, 1979 Orient Venture, am 9. April 1984 bei Hoei Tai Steel & Iron Company in Kaohsiung zum Abbruch eingetroffen und ab 22. April verschrottet |
| Bornheim                                | Massengutschiff                         | 2. Juni 1966                            | Nordseewerke/ 380                                  | 6608725                                 | URAG                                                                 | 1968 bei Wilton-Fijenoord in Schiedam um 21,85 Meter verlängert, 1982 Walter Leonhardt, am 17. Februar 1990 auf der Reise von Tampa nach Antwerpen Außenhautschaden mit Wassereinbruch, etwa 700 Seemeilen östlich der Bermudas auf Position 34.17°N; 47.11°W gesunken                                                                                              |
| Bergebig                                | Rohöltanker                             | 13. Februar 1966                        | Hitachi, Innoshima/ 4006                           | 6606210                                 | SA Snefonn, SA Bergehus und Sig. Bergesen Dy & Co., Stavanger        | 1972 Crusader Colocotronis, 1976 zu Kosmos als Bern, am 19. Januar 1983 zum Abbruch in Gadani eingetroffen, ab 15. Februar 1983 bei Abbas Steel Industries in Bhatiary verschrottet |
| Bergehaven                              | Rohöltanker                             | 28. August 1966                         | Hitachi, Sakai/ 4007                               | 6615039                                 | SA Snefonn, SA Bergehus und Sig. Bergesen Dy & Co., Stavanger        | 1971 Commander Colocotronis, 1976 zu Kosmos als Bilbao, Maschinenraumexplosion mit drei Todesopfern am 4. März 1977 in Rotterdam, ab 14. November 1981 als Tanklagerschiff vor Aruba, am 31. Dezember 1982 zum Abbruch bei Abbas Steel Industries in Gadani eingetroffen, ab 18. Januar 1983 verschrottet                                                           |
| Roland Kelkheim                         | Massengutschiff                         | Dezember 1970                           | Burmeister & Wain/ 833                             | 7041041                                 | URAG                                                                 | als Kelkheim in Fahrt gesetzt, 1971 Troll Maple, 1982 City of Salonika, 1986 Al Taludi, 1989 Flying Falcon, ? |
| Roland Bremen                           | Massengutschiff                         | Mai 1971                                | Burmeister & Wain/ 840                             | 7104738                                 | Hapag-Lloyd, Bremen                                                  | 1974 Mannheim, 1982 Troll Viking, 1986 City of Piraeus, 1988 Meridian, 1990 Al Taif, 1994 Caretta, 1994 Esentepe II, 1995 Med Carrara, ab 23. Februar 2000 in Alang verschrottet |
| Bockenheim                              | Massengutschiff                         | 22. Dezember 1971                       | Verolme Verenigde Scheepswerven, Alblasserdam/ 848 | 7117278                                 | MS „Bockenheim“ Unterweser-Reederei-Beteiligungsgesellschaft, Bremen | 1980 zum Selbstentlader Cabo San Lucas umgebaut, 1995 CSL Cabo, ab 4. November 2013 in Xinhui verschrottet |
| Griesheim                               | Massengutschiff                         | 28. Juni 1972                           | Verolme Verenigde Scheepswerven, Alblasserdam/ 849 | 7211828                                 | MS „Griesheim“ Unterweser-Reederei-Beteiligungsgesellschaft, Bremen  | 1980 Vivacity, ab 25. April 1999 in Taixin verschrottet |
| Ioannis Colocotronis                    | Rohöltanker                             | 31. Januar 1975                         | AG „Weser“/ 1390                                   | 7360863                                 | Viavela Armadora S.A., Panama                                        | 1976 zu Kosmos als Berlin, 1986 Sapphire, 1995 Serenity, 1996 Jahre Venture, ab 27. Juli 2000 in Chittagong verschrottet |
| Vassiliki Colocotronis                  | Rohöltanker                             | 11. Juli 1975                           | AG „Weser“/ 1391                                   | 7360875                                 | Pansegura Armadora S.A., Panama                                      | 1976 zu Kosmos als Bremen, 1983 Klelia, 1986 White Rose, 1992 zum FPSO umgebaut, ab 27. Oktober 1996 bei K.Azmeer Steel in Chittagong verschrottet |
| Bonn                                    | Rohöltanker                             | 27. September 1976                      | AG „Weser“/ 1394                                   | 7361154                                 | Kosmos Bulkschiffahrt, Bremen (Hapag-Lloyd)                          | 1984 Boni, 1984 M. Vatan, am 9. Juli 1985 auf der Reise von Kharg nach Sirri auf der Position 27,32°N; 051,20°E von einer irakischen Exocet-Rakete getroffen. Ladung später gelöscht und Schiff zum konstruktiven Totalschaden erklärt. Am 10. Mai 1986 zum Abbruch bei National Ship Demolition in Kaohsiung eingetroffen und dort ab 23. Januar 1987 verschrottet |
| Hildesheim                              | Mehrzweckfrachter 36L                   | 26. August 1977                         | AG „Weser“/ 1402                                   | 7519701                                 | Hapag-Lloyd, Hamburg und Bremen                                      | 1983 Cape Rion, 1984 Huang Hua, seit 18. Juni 2012 im Register gelöscht |
| Rüdesheim                               | Mehrzweckfrachter 36L                   | 21. Oktober 1977                        | AG „Weser“/ 1403                                   | -                                       | Hapag-Lloyd, Hamburg und Bremen                                      | - |
| Ingelheim                               | Mehrzweckfrachter 36L                   | 16. Dezember 1977                       | AG „Weser“/ 1404                                   | 7519725                                 | Hapag-Lloyd, Hamburg und Bremen                                      | 1983 Coronet, 1988 Natasha II, 1990 Gur Mariner, 1990 Sat Mars, 1992 M.Melody, nach Maschinenschaden am 24. Februar 2002 in Luanda abandoniert, später in Walvis Bay arrestiert und am 5. Dezember 2002 zum Abbruch in Alang angekommen |
| Rüsselsheim                             | Mehrzweckfrachter 36L                   | 30. Dezember 1977                       | AG „Weser“/ 1405                                   | 7519737                                 | Hapag-Lloyd, Hamburg und Bremen                                      | 1982 Hapag Lloyd Kiel, 1983 Cape Corfu, 1989 Zeta, 2000 Fratzis, 2002 Cirus, 2006 Crestena 2, 2006 Chrestena II, am 28. Juli 2006 nach Maschinenschaden vor Porbandar gestrandet und verlorengegangen |
| Heidenheim                              | Mehrzweckfrachter 36L                   | 28. Februar 1978                        | AG „Weser“/ 1406                                   | 7519749                                 | Hapag-Lloyd, Hamburg und Bremen                                      | 1983 Sunset, 1986 Iligan, 1999 Idenne, 2000 Dane, im Mai 2002 zum Abbruch nach Alang |
| Untertürkheim                           | Mehrzweckfrachter 36L                   | 30. April 1978                          | AG „Weser“/ 1407                                   | 7519751                                 | Hapag-Lloyd, Hamburg und Bremen                                      | 1983 Planet, 1989 Gur Master, 2002 Magic Star, 2003 Magic S., ab 21. Januar 2004 verschrottet |
| Mülheim                                 | Massengutschiff                         | September 1977                          | EMAC, Rio de Janeiro/ 296                          | -                                       | Kosmos Bulkschiffahrt, Bremen (Hapag-Lloyd)                          | - |
| Bentheim                                | Massengutschiff                         | März 1978                               | EMAC, Rio de Janeiro/ 297                          | 7433567                                 | Kosmos Bulkschiffahrt, Bremen (Hapag-Lloyd)                          | 1985 Golden Sun, 1988 Argo Explorer, 1993 Cargo Explorer, 1997 Explorer S., ab 6. April 2002 verschrottet |
| Weinheim                                | Massengutschiff                         | September 1978                          | EMAC, Rio de Janeiro/ 298                          | 7433579                                 | Kosmos Bulkschiffahrt, Bremen (Hapag-Lloyd)                          | Golden Rio, Turandot, 2004 Bulk Fortune, 2005 Cinna, 207 SV Sergiy, ab 14. Mai 2011 verschrottet |